# 라스트 엑자일 -은빛 날개의 팜-
라스트 엑자일 -은빛 날개의 팜-(ラストエグザイル-銀翼のファム-)은 곤조의 애니메이션으로 라스트 엑자일의 속편이다.

## 등장 인물

### 공족(空族)
기존에 있었던 정부의 지배에 거부감을 갖고 있던 사람들 및 그간 아데스 연방에게 고국을 잃은 자들이 모여 이뤄진 해적세력.
각국 전함의 한계고도를 넘어선 곳에 마을을 이루고 살아간다. 전함을 납치하여 통째로 혹은 분해하여 팔아버리는 것을 대부분 생업으로 한다. 아데스연방에게 고국을 잃은 사람이 많다보니 공격대상 전함은 주로 대부분 아데스 소속이지만, 가끔 아데스 이외 소속의 전함도 납치하곤 한다. 해적집단이기에 작중에서 외부인들에게 멸시 당하는 경우가 많으며, 밀리아는 팜을 만나기전에 공족을 야만족이라고 생각하였다.
"날개에 바람을!"이나 "순풍을 바란다!"와 같은 고유의 표어를 사용한다.
팜 (CV.토요사키 아키)
공족의 밴쉽 파일럿. 주인공. 고아이며 어릴때 추락한 밴쉽에서 구출되어 지젤과 함께 성장한다.
지젤 (CV.유우키 아오이)
팜의 친구이자 내비게이터. 공족의 족장인 아타모라의 장녀.
디오 에라클리아○ (CV.노다 쥰코)
공족의 본거지인 카르타팔에 식객으로 있지만, 진짜 중요한 때는 결정적인 활동을 하기도...
과거 아나트레이와 뒤시스가 있던 프레스테일을 관리하던 길드의 4대 가문중 에라클리아 가문이며, 마에스트로 델피네 에라클리아의 남동생. 라스트엑자일의 주인공인 밴쉽파일럿 '클라우스 발카'의 잠재력 있는 비행술에 흥미를 가지게되어 '임멜만'이라고 부르며 클라우스를 따라다녔다. 클라우스가 디오의 생일날 선물했던 비행용 고글을 항상 목에 걸고다닌다. 밝은 모습을 보이지만 디오의 하인이자 친구였던 루시오라에 대한 죄책감을 마음 한구석에 간직하고 있다.
프리츠 (CV.KENN)
팜의 동료인 밴쉽 파일럿이며, 정의감이 강하다. 팜을 '집오리'라고 부르며 놀리기도 한다.
요한 (CV.오카모토 노부히코)
팜의 동료로, 천진난만하고 순수한 성격이다.
하이네 (CV.아베 아츠시)
프리츠의 네비게이터다. 다혈질인 프리츠를 제어하는 이성적이고 침착한 성격이다.
세실리(CV.나카지마 메구미)
요한의 네비게이터를 맡고 있다.
아타모라 (CV.이나다 테츠)
공족의 족장으로 지젤 등의 아버지. 왕년에 그랑 레이스에서 우승을 했었다.
테레자 (CV.혼다 타카코)
지젤을 포함한 4남매의 어머니로, 아이들을 사랑하며 엄격하게 키운다. 특기는 공족의 주식이기도 한 감자빵이다.
르네 (CV.미야모토 카나코)
지젤의 남동생.
펠리시테(CV.토우야마 나오), 아델(CV.이토 카나에)
지젤의 여동생들.

### 투란 왕국
청정 자연의 왕국. 수도는 이그라시아. 아데스 연방의 침공으로 수도가 괴멸되고 왕국 전체가 아데스 연방의 1개 주(州)로 편입된다.
밀리아 (CV.카야노 아이)
투란 왕국의 제2공주. 아데스 연방의 침공으로 투란 왕국의 재건을 기약하며 부득이 공족의 카르타팔에 몸을 의지하며 투란 임시 망명 정부의 수립을 선언한다.(그나마도 전함 실비우스의 선내에서)
릴리아나 (CV.사와시로 미유키)
투란 왕국의 제1공주 겸 섭정. 아데스 연방의 침공을 저지하러 배수진을 치고 방어하나, 끝내 루스키니아의 첩보전으로 납치된다. 공주의 정체는 엑자일을 작동시키는 열쇠였던 것이다. 이후 다시 동생인 밀리아 공주 앞에 나타났으나 그 느낌은...
테디 (CV.사이토 치와)
밀리아 공주의 비서. 무엇이든 실수투성이이며 덜렁대고 겁도 많지만, 릴리아나와 밀리아에 대한 충성심은 그 누구보다도 뛰어나다.

### 아데스 연방
군사 대국으로서 성격이 강하며 팽창 정책을 펴곤 한다.
루스키니아(CV.오키츠 카즈유키)
연방 총통으로 전형적인 군국주의자. 10년 전 그랑 레이스에서 당시 보디가드로서 파라흐나즈 황제를 지키지 못했다는 자책감이 이후로 줄곧 있다. 집권하는 즉시 올란, 소르슈 등 초급 장교에 불과하던 이들을 신속히 승진시킨다. 릴리아나, 밀리아 공주들과도 관계가 있었다.
알라우다(CV.마츠카제 마사야)
루스키니아 총통의 직속인 아데스 연방 정보부의 수장. 첩보나 암살 등 표면에 드러나지 않는 일들을 루스키니아의 명령을 받아 은밀히 수행한다. 디오와는 예전부터 아는 사이인것 같다.
사드리(CV.하시 타카야)
아데스 연방 제1 함대 사령관이자 원수이다. 고령의 나이에도 불구하고 수 많은 경험과 뛰어난 전략으로 연방 5장군 중에서도 최고로 손꼽힌다. 파라흐나즈가 승하한 후 정권을 이양받은 루스키니아 총통과 함께 국가를 이끄는데 많은 힘을 보탰다. 또한 루스키니아의 통일방침에 적극적으로 도움을 주는 인물이기도 하다. 애니메이션 내에서는 주인공인 팜과 할아버지와 손녀의 관계이다.
바산트(CV.오리카사 후미코)
제5함대 사령관. 수도 방위 담당. 속주 출신. 유일한 여장군으로, 온화하고 사교성이 좋기 때문에 수도에서는 함대사령관 이상가는 요직을 맡고 있다.
카이반(CV.코니시 카츠유키)
제2함대 사령관. 그가 지휘하는 제2함대는 최강의 궤멸부대로 주변국들에게 두려움을 사고 있다. 정통파 무인으로이자 성격도 전형적인 무인 스타일로, 인간미가 있기 때문에 부하들로부터도 신뢰가 두텁다.
오란(CV.후쿠야마 쥰)
제3함대 사령관이다. 연방 함대의 사령관중 하나이기 때문에 총통의 명령에 따라 움직이지만 군인으로서 국민을 평안케하는 의무와 아우구스타를 지켜야 한다는 사명이 충돌하기도 한다. 소르슈의 제4 함대와 함께 선봉에 나서는 경우가 많다.
소르슈(CV.나카무라 유이치)
제4함대 사령관. 활달한 성격의 분위기메이커로, 오란과는 사관학교 시절부터 친하게 지낸 동기이다. 고속전함들로 구성되어 있는 제4함대의 전함은 기습전이나 추격전에서 주로 활동하고 있다.
사라(CV.이토 카나에)
아데스 연방의 현 황제. 전 여황인 파라흐나즈의 외동딸로, 어린 나이에 즉위하였다. 자신이 여러모로 미숙하다는 것을 자각하고 있지만, 국민들을 위해 열심히 노력하는 어른아이 같은 모습도 보여준다.
파라흐나즈
연방의 전 황제. 사라의 어머니. 10년 전 개최된 그란 레이스의 막판에 뜻하지 않은 사태로 세상을 떠났다.

### 아나트레이-듀시스 연합 왕국
프리스테일로부터 엑자일을 타고 푸른별로 돌아온 왕국. 과거 프리스테일에서는 아나트레이와 듀시스가 전쟁중 이었지만, 길드로부터 독립하기 위해 동맹을 맺고 마에스트로 델피네를 섬멸하였다. 지금도 소피아가 황제이다.
타치아나 비슬라○(CV.키타무라 에리)
전함 실비우스의 함장이자 밴쉽파일럿.
앨리스터 애그류○(CV.쿠와타니 나츠코)
전함 실비우스의 부함장, 타치아나의 붉은밴쉽의 네비게이터였음.
세실리
음성 청취 담당.
빈센트 알차이○
전함 우르바누스의 함장이자 선봉대 사령관. 커피를 애음한다.
알비스 해밀턴○(CV.하나자와 카나)
실비우스까지 디오를 찾아온 소녀. 릴리아나 공주처럼 엑자일의 생체 열쇠.

### 글라키에스
먼로주의 경향이 강한 나라. 무단 침입은 엄두도 내지 않는 게 좋다.
디안
중대장. 별명은 '날개의 무녀'. 역시 10년 전 그랑 레이스를 참관한 바 있다. (비올라 등도 함께)
비올라
디안의 부관 겸 내비게이터.
마그놀리아, 프리물라
디안 중대의 대원.
(○표시는 전작에 등장했던 사람들)